# Diable en boîte
Pour les articles homonymes, voir Jack in the Box.
Ne doit pas être confondu avec Le Diable dans la boîte.

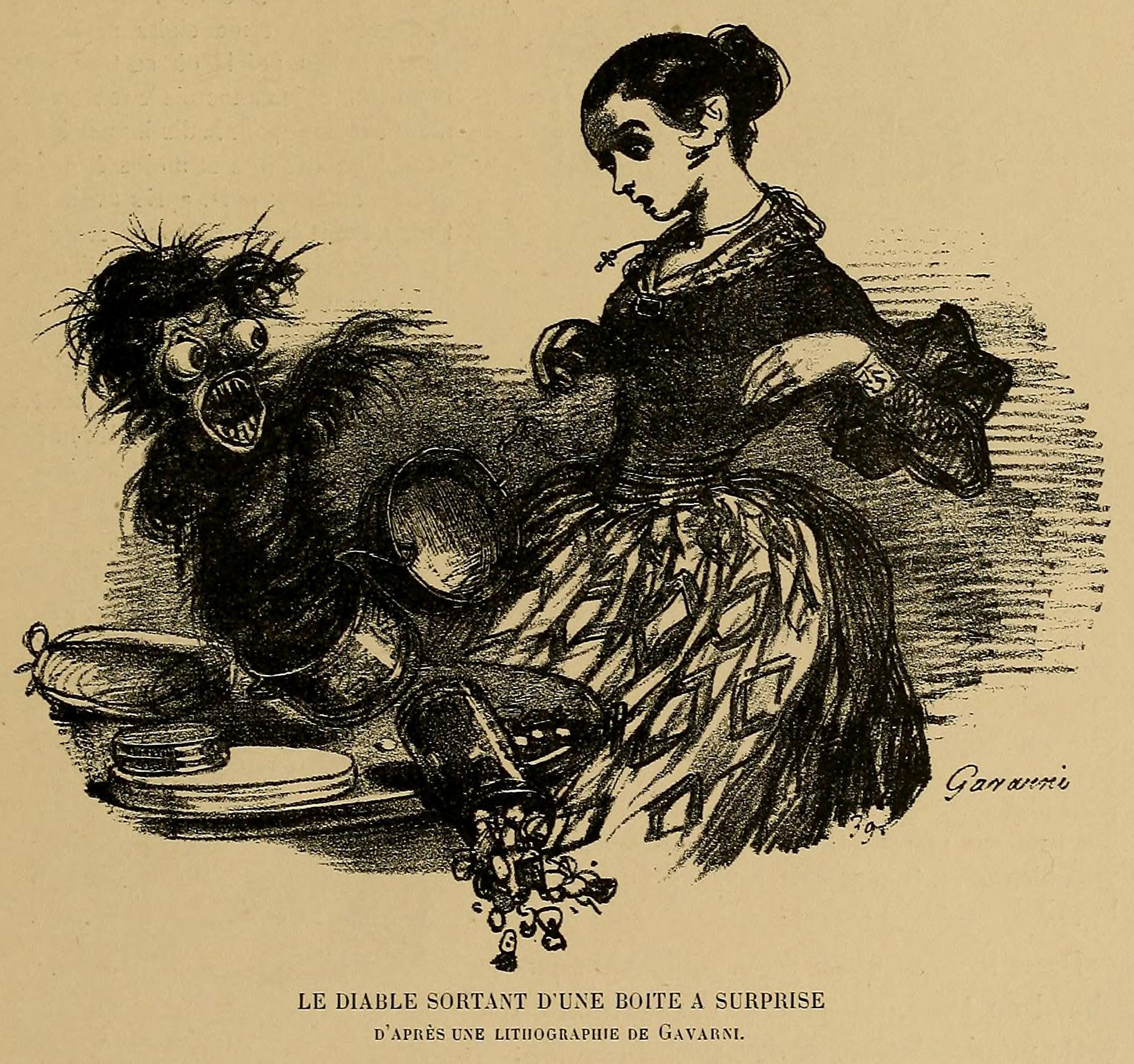
Diable en boîte d'après Paul Gavarni.

Un diable en boîte ou diable à ressort (Jack-in-the-box en anglais) est un jouet consistant en une boîte mécanisée qui s'ouvre brusquement toute seule (souvent après avoir joué de la musique) pour qu'en jaillisse une figure humanoïde (le plus souvent, un diable ou un clown), censée effrayer la personne qui se trouve devant. Le jouet apparait au XVIe siècle.
L'expression apparaît dans le folklore anglais au XIVe siècle. Il y est fait référence dans le Livre des Martyrs de John Foxe en 1653.

## Dans la littérature
- Dans le conte Le Stoïque Soldat de plomb de Hans Christian Andersen, un diable en boîte est le méchant principal de l'histoire.
- Dans la pièce Le commissaire est bon enfant, Georges Courteline compare à un « diable à surprise » un des personnages jaillissant du placard à charbon où il avait été enfermé.
- Henri Bergson, dans Le Rire, chapitre 2, se sert du diable à ressort pour expliquer le comique de situation et de mots.
- Dans l'album de bande-dessinée Objectif Lune, l'appareil surprise utilisé par le capitaine Haddock pour tenter de faire réagir le professeur Tournesol, d'où sort un serpent projeté par un ressort, s'apparente à un diable en boîte.

## Au cinéma
- Dans le film de Josef von Sternberg, la Femme et le pantin, en 1935, le jeune Antonio reçoit une invitation de Concha Perez, cachée dans un diable en boîte, invitation qui le conduira finalement à sa perte.

- Dans le film d'animation Donald emballeur (The Clock Watcher) 1945 de Walt Disney et Jack King.

- Dans le film Week-end de terreur (1986), l'héroïne possède un diable en boîte reçu en cadeau d'anniversaire durant son enfance et qu'elle manipule dans la scène d'introduction et dans la scène finale.
- Sur l'affiche du film Chucky, la poupée de sang, Chucky se prépare à découper la tête de clown d'un diable en boîte. Dans la bande-annonce du film, Chucky écrase le diable en boîte avant qu'il ne s'ouvre.

- Dans le film Harry Potter et le Prisonnier d’Azkaban, apparition lors de la scène d’apprentissage du sort Ridiculus.

- Dans le film Jack in the box (film, 2019) de Lawrence Fowler.
- Jack in the box 2 : le réveil du démon (2020) film de Lawrence Fowler.
- The Jack in the Box Rises (film, 2024) de Lawrence Fowler.

## Jeux vidéos
- Dans Minecraft, on peut faire un Jack in the Box avec un creeper.
- Call of Duty: Black Ops III, WWII Nazi Zombies, il y en a dans la boite mystère.